# Potere tamponante
Il potere tamponante (o capacità tamponante, capacità tampone) è una misura della capacità di opporsi a una variazione di pH da parte di una soluzione tampone, all'aggiunta di una certa quantità di acido forte o base forte.
La variazione di pH dipenderà quindi sia dall'entità dell'aggiunta (in genere il potere tamponante viene esplicato per piccole aggiunte), sia dalla composizione della soluzione in questione. 
Definiamo potere tamponante:
| {\displaystyle \beta ={\frac {{\mbox{d}}\,C_{B}}{{\mbox{d}}\,pH}}=-{\frac {{\mbox{d}}\,C_{A}}{{\mbox{d}}\,pH}}} |

dove d CB è la quantità di base forte (e d CA è la quantità di acido forte) che deve essere aggiunta ad un litro di soluzione per produrre una variazione del pH pari a d pH. 

## Sistema tampone acido debole + base forte
L'esempio classico di tampone è costituito da una soluzione contenente un acido debole HX (con costante di dissociazione KX) alla concentrazione CA e la sua base coniugata X alla concentrazione CB. Dal punto di vista stechiometrico si può immaginare che questa soluzione sia stata ottenuta aggiungendo CB mol/litro di una base forte (ad esempio NaOH) ad una soluzione contenente una concentrazione C = CA + CB dell'acido HX. Il bilancio protonico per questo sistema è:
{\displaystyle [H_{3}O^{+}]+[Na^{+}]=[OH^{-}]+[X]}
Risolvendo l'intero sistema dell'equilibrio acido-base in questione
{\displaystyle \left\{{\begin{matrix}x^{2}+y^{2}=1\\2x+4y=0\end{matrix}}\right.}
si ricava facilmente che:
{\displaystyle C_{B}={\frac {K_{W}}{[H_{3}O^{+}]}}-[H_{3}O^{+}]+C\cdot {\frac {K_{X}}{[H_{3}O^{+}]+K_{X}}}}